# Teodotusz (patriarcha Antiochii)
Teodotusz – 29. patriarcha Antiochii; sprawował urząd w latach 417–428.